# أندريا ماغراسي
أندريا ماغراسي (بالإيطالية: Andrea Magrassi) هو لاعب كرة قدم إيطالي في مركز الهجوم، ولد في 6 فبراير 1993 في دولو (إيطاليا) في إيطاليا. لعب مع نادي أولهانينسي ونادي بريشيا ونادي سامبدوريا.